# Чемпионат России по самбо 2005
Чемпионат России по самбо 2005 года среди мужчин проходил в Самаре с 10 по 13 марта. В соревнованиях принял участие 261 спортсмен. Главным судьёй соревнований был Е. В. Селиванов. В командном зачёте по округам лучшей оказалась команда Приволжского федерального округа, по регионам — сборная Москвы. На этом чемпионате стали бронзовыми призёрами будущие олимпийские чемпионы Тагир Хайбулаев и Беслан Мудранов. Будущие участники Олимпийских игр Руслан Гасымов и Руслан Кишмахов стали победителями чемпионата.

## Медалисты
| Весовая категория | Золото                             | Серебро                        | Бронза                                                      |
| ----------------- | ---------------------------------- | ------------------------------ | ----------------------------------------------------------- |
| до 52 кг          | Схатбий Альхаов Майкоп             | Алексей Егоров Екатеринбург    | Беслан Мудранов Майкоп Денис Черенцов ХМАО                  |
| до 57 кг          | Руслан Кишмахов Краснодарский край | Василий Алямкин Москва         | Дмитрий Шишкин Тула Дмитрий Тарасов Димитровград            |
| до 62 кг          | Виталий Сергеев Москва             | Максим Симанов Нижний Новгород | Дмитрий Нечаев Краснокамск Евгений Аксаментов Верхняя Пышма |
| до 68 кг          | Николай Ковях Тула                 | Денис Мухин Выкса              | Мурат Псеунов Майкоп Виктор Крестьянинов Омск               |
| до 74 кг          | Дмитрий Лебедев Верхняя Пышма      | Александр Шаров Кстово         | Сергей Жарков Выкса Михаил Мартынов Москва                  |
| до 82 кг          | Раис Рахматуллин Нижний Новгород   | Алексей Харитонов Заречный     | Павел Шкапов Кстово Павел Астапов Верхняя Пышма             |
| до 90 кг          | Аслан Унашхотлов Нальчик           | Максим Неганов Москва          | Сергей Меньшиков Пермь Тагир Хайбулаев Самара               |
| до 100 кг         | Руслан Гасымов Санкт-Петербург     | Евгений Исаев Краснокамск      | Артём Фёдоров Москва Дмитрий Кабанов Москва                 |
| свыше 100 кг      | Мурат Хасанов Майкоп               | Артур Овасопян Армавир         | Андрей Ивкин Москва Олег Хорпяков Москва                    |

## Командный зачёт

### По округам
- Приволжский федеральный округ;
- Южный федеральный округ;
- Москва.

### По областям
1. Москва;
2. Нижегородская область;
3. Адыгея;